# Estat Islàmic
|  | Aquest article tracta sobre l'organització armada. Si cerqueu l'entitat de l'islam sociopolític, vegeu «estat islàmic». |

Estat Islàmic (àrab: الدولة الإسلامية, ad-Dawla al-Islāmiyya) o Estat Islàmic de l'Iraq i el Llevant (ISIL) (àrab: الدولة الاسلامية في العراق والشام, ad-Dawla al-Islāmiyya fī l-ʿIrāq wa-x-Xām), també conegut com a Daeix, Dàïx o Daesh (per la sigla en àrab: داعش, Dāʿix, IPA: [ˈdaːʕiʃ]), és un grup armat islamista que opera a Síria i a l'Iraq, on va arribar a autoproclamar la fundació d'un califat amb aspiracions territorials sobre tot el 'Llevant àrab' (Líban, Síria, Iraq, Jordània) per a incloure-hi totes les poblacions àrabs que van quedar separades amb el repartiment entre França i el Regne Unit després de la Primera Guerra Mundial. Ha arribat a dominar de facto un gran territori entre el nord-est de Síria i el nord-oest de l'Iraq. Tot i que encara té presència en diversos països, les seves capacitats d'actuació han quedat significativament degradades.
Aquest grup anteriorment s'havia anomenat Estat Islàmic de l'Iraq i el Llevant i havia format part de l'organització Al-Qaeda a l'Iraq. L'ISIL ha participat activament en la Guerra civil siriana i en la Insurgència iraquiana després de 2011. Va sorgir com una organització terrorista propera a Al-Qaeda per fer front a la invasió de l'Iraq (2003), sent dirigida per Abu Musab al Zarqaui. Després de la seva mort, el nou cap, Rashid al-Baghdadi, sota la tutela d'Osama bin Laden, es va expandir per les governacions d'Ambar, Nínive, Kirkuk i en gran part de Saladí, així com en menor mesura Babilònia, Diala i Bagdad. Durant aquest temps es va proclamar com a Estat Islàmic de l'Iraq, i la seva caserna general es trobava a la ciutat de Baquba.
Estat Islàmic de l'Iraq va ser responsable de la mort de milers de civils iraquians, així com de membres del govern iraquià i els seus aliats internacionals. A causa del suport militar dels Estats Units al govern de Nuri al-Maliki, el grup va sofrir diversos revessos, inclosa la mort de Rashid al Baghdadi, però l'organització es va renovar durant la Guerra civil siriana, passant a ser coneguda com a Estat Islàmic de l'Iraq i el Llevant o pel el seu acrònim àrab Daeix. El següent i actual cap, Bakr al-Baghdadi, va tallar els llaços amb Al-Qaeda i va declarar, el 2014, la independència del seu grup i la seva sobirania sobre l'Iraq i Síria, autoproclamant-se califa amb el nom d'Ibrahim i reclamant l'autoritat religiosa sobre tots els musulmans del món amb l'objectiu declarat d'unir totes les regions habitades per musulmans sota el seu control, començant amb l'Iraq i la regió del Llevant mediterrani, que cobreix aproximadament els actuals Estats de Síria, Jordània, Israel, Palestina, Líban, Xipre, i part del sud de Turquia. Altres milícies que controlen part del territori de la península egípcia del Sinaí, l'est de Líbia, nord-est de Nigèria i el Pakistan han jurat lleialtat a l'organització, que es caracteritza per la seva severa interpretació de l'islam i la seva violència brutal contra els xiïtes, car els seus membres són sunnites.

## Nom
El grup ha canviat el seu nom en múltiples ocasions des de la seva formació. L'organització va emergir el 2004 amb el nom de Jamaat at-Tawhid wa-l-Jihad («Comunitat del Monoteisme i el Jihad») però el va canviar a l'octubre de 2004 per Tandhim Qaidat al-Jihad fi-Bilad al-Rafidayn («Organització de la Base del Jihad a Mesopotàmia», TQJBR), coneguda col·loquialment com al-Qaeda a l'Iraq.
El gener de 2006, el grup es va unir amb altres grups independents i es va dir Consell de la Xura dels Mujahidins, i a l'octubre d'aquest any va canviar el seu nom a Dawlat al-Iraq al-Islamiyya, «Estat Islàmic de l'Iraq». A l'abril de 2013, el grup va passar a ser l'Estat Islàmic de l'Iraq i el Llevant per reflectir la seva implicació a la guerra civil siriana.

## Història

### Milícia islamista:Jamaat at-Tawhid wa-l-Jihad(-2003)

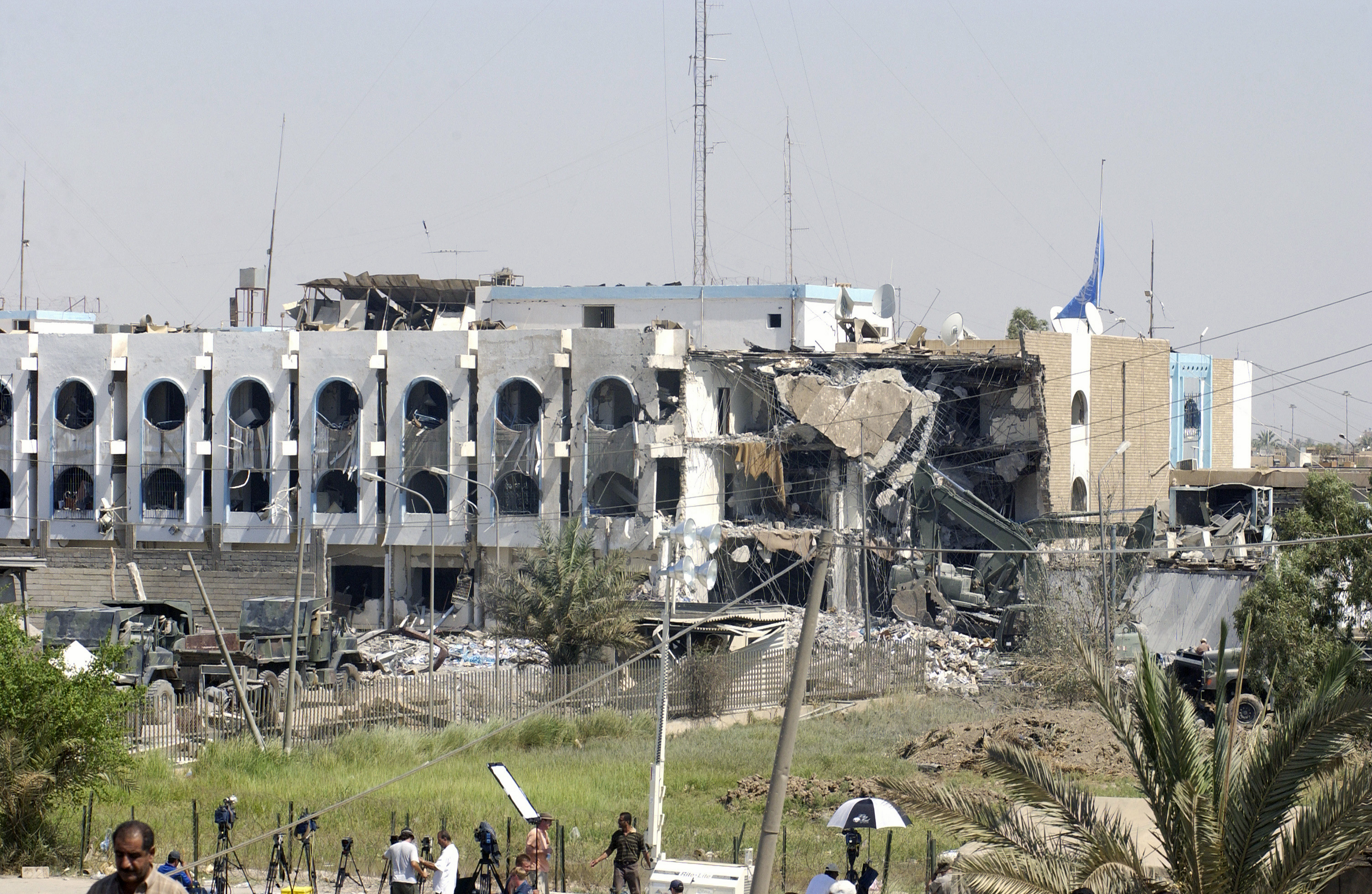
La seu de l'ONU el 2003 després d'un atemptat d'al Zarqaui.

Jamaat at-Tawhid wa-l-Jihad, de vegades abreujat per les seves sigles en anglès com JTJ o simplement Tawhid i Jihad, va néixer gràcies a Abu Musab al Zarqaui i una combinació de simpatitzants islamistes locals al voltant de l'any 2002. Zarqaui va ser un salafista jordà que havia viatjat a l'Afganistan per lluitar en la Guerra de l'Afganistan, però va arribar després de la retirada soviètica i aviat va tornar al seu país natal. Més tard va tornar a l'Afganistan, on va organitzar un campament d'entrenament per a milicians islamistes a prop d'Herat.
Originalment, Zarqaui va crear la seva xarxa amb l'objectiu d'enderrocar al rei de Jordània, al que considerava anti-islàmic segons la sharia, i per això va coordinar a un gran nombre de contactes i afiliats a diversos països. De fet, es pensa que el grup va poder estar involucrat en l'intent de 1999 de bombardejar les celebracions del nou mil·lenni (el segle xx) a Jordània i als Estats Units. També va ser responsable de l'assassinat del diplomàtic nord-americà Laurence Foley a Jordània el 2002.
Després de la Guerra de l'Afganistan, Zarqawi va fugir a l'Iraq, on presumptament va rebre tractament mèdic a Bagdad per una cama ferida. Es creu que va desenvolupar estrets llaços amb Ansar al-Islam, un grup de militants kurdoislamistes en el nord-est del país. Presumptament Ansar estava vinculada al govern del president Saddam Hussein, que hauria pretès utilitzar al grup per derrotar les forces seculars que lluitaven per la independència del Kurdistan. El consens dels oficials d'intel·ligència, no obstant això, va concloure que no hi havia cap relació entre Zarqaui i Saddam, i que de fet el president veia a Ansar al-Islam com una amenaça que havia d'espiar. L'Informe del Senat sobre la Intel·ligència de l'Iraq abans de la guerra va concloure el 2006 que Saddam Hussein fins i tot va intentar, sense èxit, localitzar i capturar a al-Zarqaui i que el règim no tenia cap relació amb ell.
Després de la Invasió de l'Iraq de 2003, JTJ va desenvolupar una gran xarxa de resistència, incloent exmilitants d'Ansar al-Islam i un creixent nombre de combatents estrangers per intentar rebutjar a les forces dels Estats Units i els seus aliats. Molts dels lluitadors estrangers de l'Iraq, originalment independents del grup, van començar a dependre de la xarxa. Al maig de 2004, JTJ va unir forces amb un altre grup islamista radical, Salafiah al-Mujahidiah.

### Dependència directa d'Al-Qaeda:Tanzim Qaidat al-Jihad fi Bilad al-Rafidayn(2003-2006)

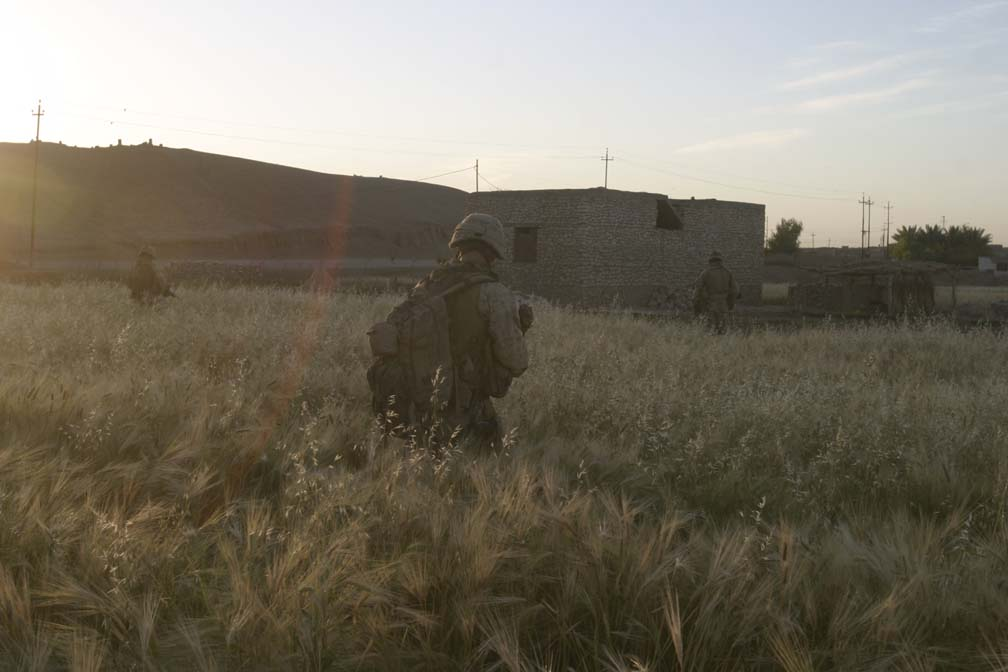
Marines dels EUA travessen un camp de blat a Al Ubaydi, durant una operació contra la insurgència iraquiana l'any 2005. L'any 2016 la zona estava sota control de Daeix.

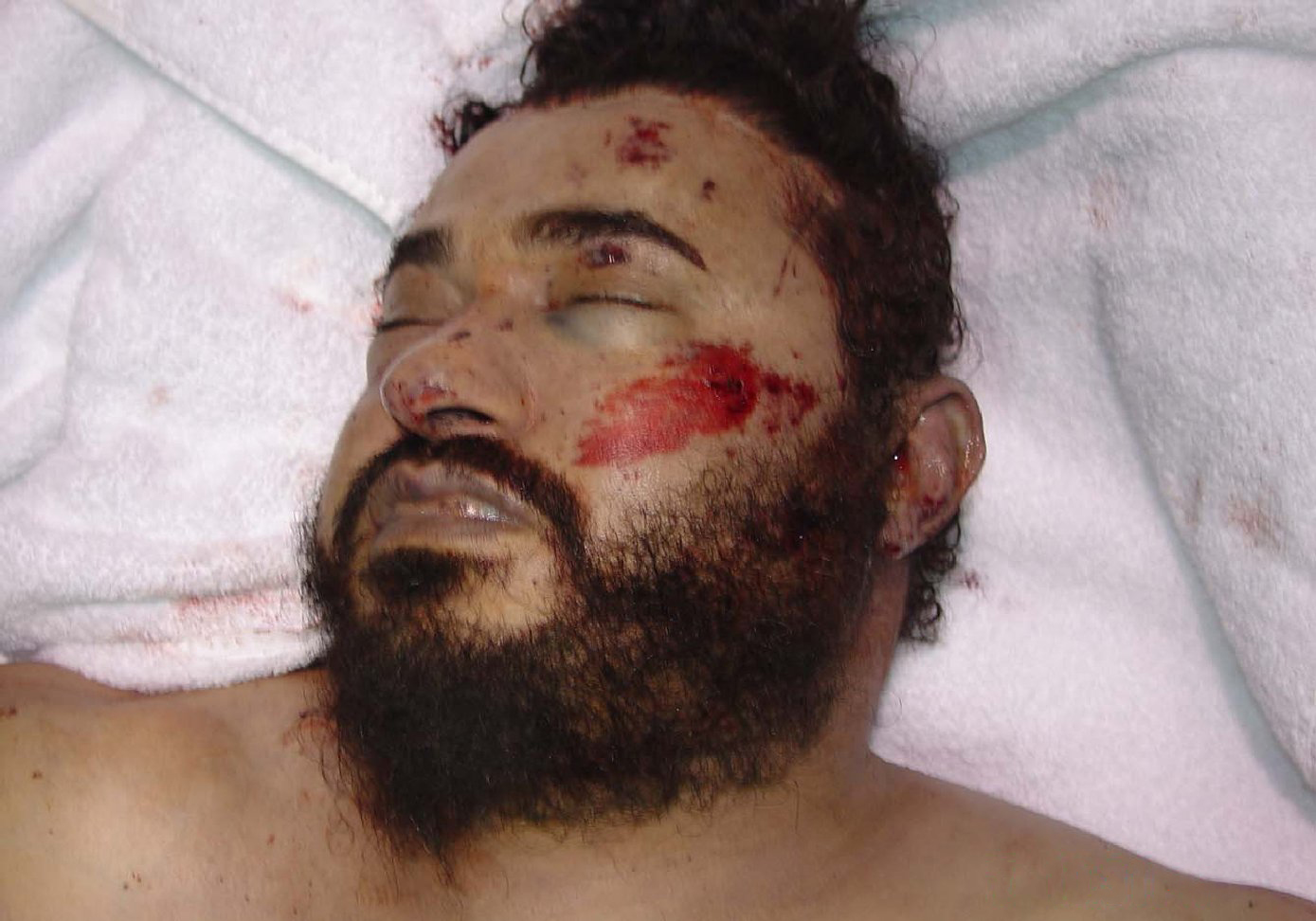
Després de la mort d'al-Zarqaui a les mans dels Estats Units, Abu Ayyub al-Masri va assumir el poder i va declarar l'Estat Islàmic de l'Iraq.

El 17 d'octubre de 2004 el grup es va unir oficialment a Al-Qaeda, llavors sota la tutela d'Osama Bin Laden. En una carta de juliol de 2005 a un altre membre de l'organització, Ayman al-Zawahirí, Zarqawi va assenyalar un pla per continuar la Guerra de l'Iraq i crear un Estat Islàmic (califat), mitjançant l'extensió de la guerra als països veïns i forçant la participació d'Israel. Així doncs, es van portar els atacs a altres països, com a Egipte, on van matar a 88 persones el 2005 en l'atemptat de Xarm el-Xeikh.
El gener de 2006, Al-Qaeda va crear una organització paraigua, el Consell de la Xura dels Mujahidins, per intentar unificar a tots els insurgents sunnites de l'Iraq. No obstant això, les seves tàctiques violentes i el seu fonamentalisme extrem van fer que el pla fracassés. Malgrat això l'organització va créixer i va congregar a milers de combatents, la qual cosa li va permetre dur a terme desenes d'atemptats terroristes, arribant fins i tot a atacar el Consell de Representants de l'Iraq (Parlament).
Davant d'aquesta situació, els Estats Units va intentar eliminar i capturar a alguns dels seus membres, incloent al mateix Zarqawi, mort el 7 de juny de 2006. El lideratge del grup va ser assumit directament per un líder d'Al-Qaeda, Abu Ayyub al-Masri, qui més tard declararia l'Estat Islàmic de l'Iraq, posant al càrrec d'aquest a Abu Abdullah al-Rashid al-Baghdadi.

### Dependència indirecta d'Al-Qaeda: Estat Islàmic de l'Iraq (2006–2013)

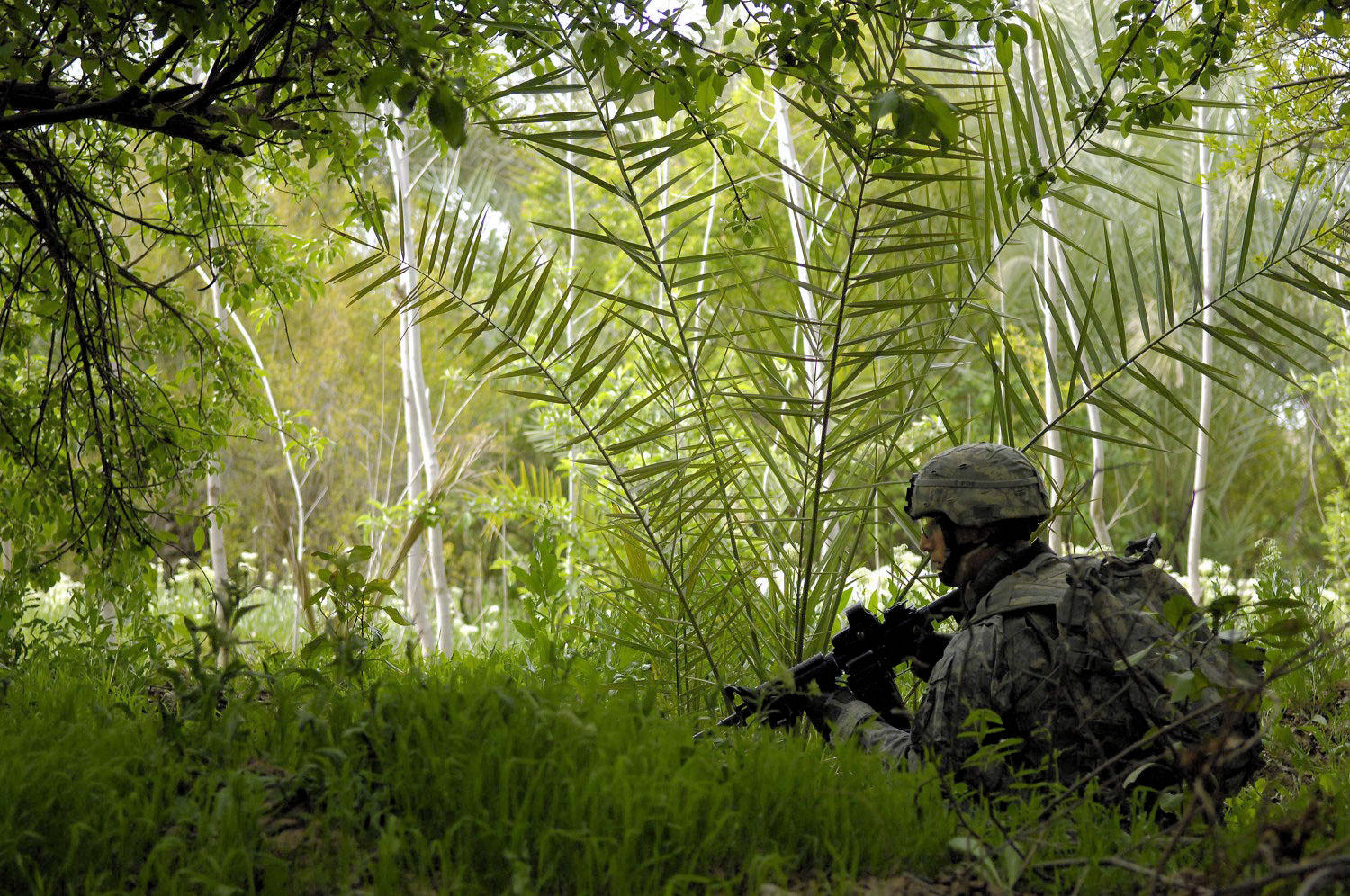
Un soldat nord-americà a Buhriz, durant l'ofensiva contra l'EI a Diala.

L'Estat Islàmic de l'Iraq d'Abu Abdullah al-Rashid al-Baghdadi estava sota la tutela d'Al-Masri, cap d'Al-Qaeda a l'Iraq, però formalment era independent. De fet, el 19 d'abril de 2007, l'organització va anunciar la creació d'un govern provisional. El mateix Baghdadi, amb un grup de deu «ministres», va dirigir l'autoproclamat «emirat».
A la fi de 2007, els violents i indiscriminats atacs duts a terme pels membres del grup contra civils iraquians va danyar greument la seva imatge i li va suposar la pèrdua del suport entre la població. Davant d'aquesta situació, molts antics membres sunnites del grup es van unir a les forces dels Estats Units, la qual cosa els va donar l'oportunitat de detenir i matar diversos membres d'Al-Qaeda.
El 2008, una sèrie d'ofensives de l'Iraq i dels Estats Units van aconseguir expulsar al grup dels seus antics refugis en les governacions de Diyala (Batalla de Baquba) i Al-Anbar i a Bagdad, forçant la seva retirada fins a Mossul (Governació de Nínive), l'últim gran camp de batalla de la guerra. La lluita pel control de Nínive va ser llançada el gener de 2008 com a part de l'anomenada "Operació Fènix Fantasma", amb l'objectiu d'eliminar l'activitat del grup al voltant de Mossul i acabar d'expulsar-lo del centre de l'Iraq.
Al-Qaeda a l'Iraq va aconseguir sobreviure recaptant diners a través d'activitats com segrestos, robatoris de cotxes i assalts a camions carregats de petroli. A més, des de 2007 va començar a demanar impostos als no musulmans (jizya) i matant a membres de les famílies riques que no pagaven. D'acord amb les fonts d'intel·ligència dels Estats Units, el grup havia evolucionat a una espècie de «banda criminal mafiosa».
El 2010 l'organització va rebre el cop de gràcia, quan un conjunt de forces nord-americanes i iraquianes van trobar i van assassinar al cap d'Al-Qaeda a l'Iraq, Ayyub Al Masri, i al de l'Estat Islàmic de l'Iraq, al-Rashid al-Baghdadi.

### Guerra Civil Siriana i ruptura amb Al-Qaeda: Estat Islàmic de l'Iraq i el Llevant (2013–2014)

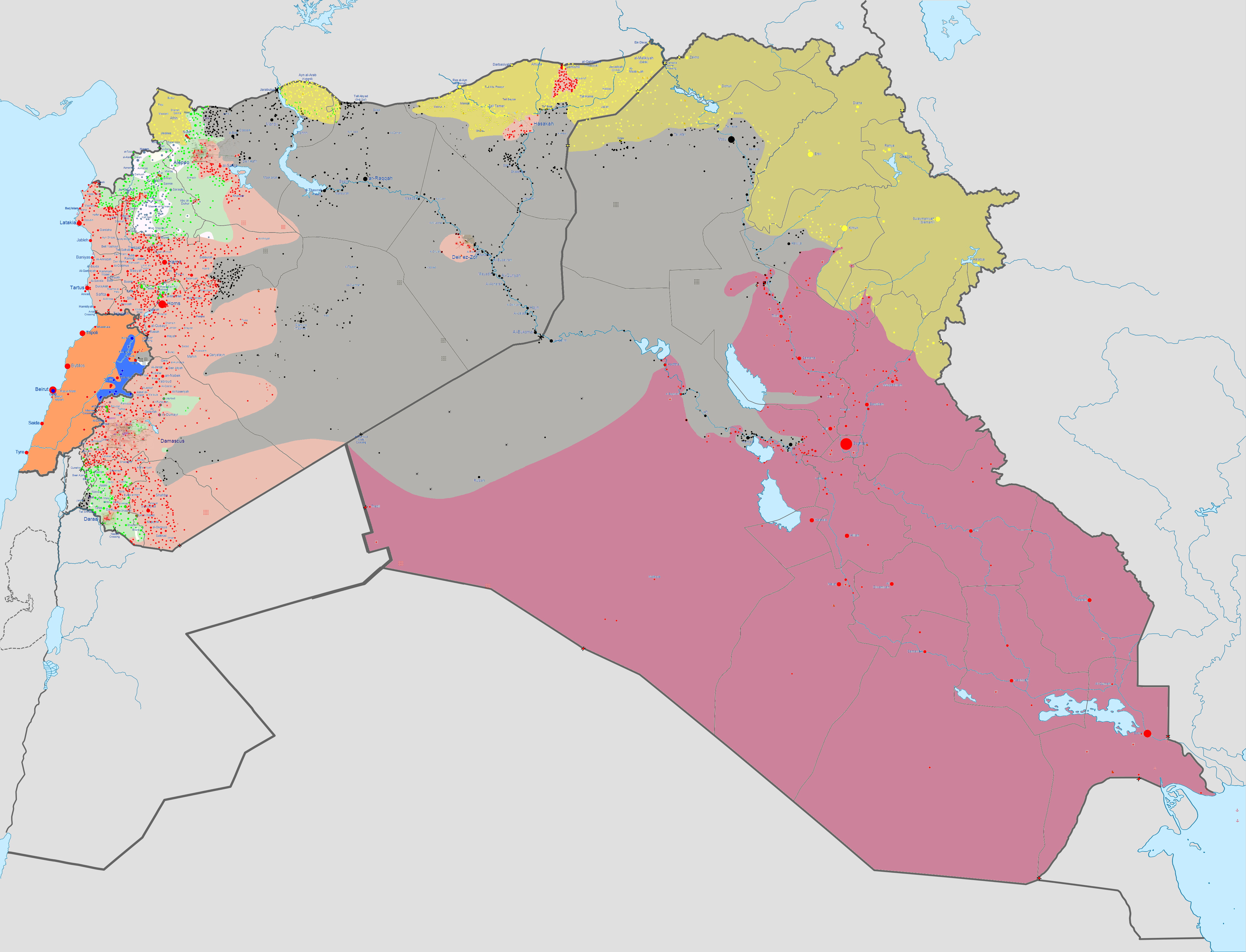

Sota el lideratge d'Abu Bakr al-Baghdadi, capitost de l'organització des de l'any 2010, el grup va saber aprofitar la conjuntura de la Guerra civil siriana i expandir-se per gran part del territori del país, i declarant-se finalment a l'abril de 2013 com a Estat Islàmic de l'Iraq i el Llevant (en al·lusió al llevant mediterrani).
En la seva lluita pel control territorial es va enfrontar a les forces governamentals lleials a Baixar al-Àssad, així com als rebels: als seculars de l'Exèrcit Lliure de Síria i del Front dels Revolucionaris, als nacionalistes kurds i a altres forces islamistes com el Front Islàmic o el Front Al-Nusra. Davant d'aquesta situació, Al-Qaeda va decidir desentendre's per complet de la xarxa i va declarar, en un comunicat, que no els donaven ordres ni els assessoraven.
Als territoris sota el seu control va instituir la xaria. Amnistia Internacional va informar de «tortures i execucions sumàries» que van ocórrer en «centres de detenció secrets de l'ISIS». L'Estat Islàmic va detenir a sirians per crims com fumar cigarrets, incórrer en l'adulteri (sexe fora del matrimoni) i per enfrontar-se a la forma de governar de l'EI o per pertànyer a un grup armat rival. També van detenir a dotzenes de periodistes estrangers i treballadors humanitaris. El desembre de 2013 el grup controlava els quatre pobles fronterers d'Atmeh, Al-Bab, Azaz i Jarablus, permetent controlar l'entrada i sortida entre Síria i Turquia.
Paral·lelament, el gener de 2014, durant uns enfrontaments a Anbar (l'Iraq), diversos militants de l'EI van prendre el control de la ciutat de Faluja i parts de Ramadi. El 3 de gener de 2014, l'EI va proclamar un estat islàmic a Faluja.
El juny de 2014, van llançar una ofensiva al nord de l'Iraq juntament amb militants sunnites lleials a l'antic govern baasista secular de Saddam Hussein i tribus antigubernamentals. Els combatents van començar atacant Samarra el 5 de juny, i van prendre el control de Mossul la nit del 9 de juny i de Tikrit l'11 de juny. A la fi de juny, l'Iraq havia perdut el control de tota la seva frontera occidental amb Jordània i Síria.

### Com a Estat Islàmic (2014-Present)
El 29 de juny de 2014, amb motiu del començament del mes del Ramadà, el portaveu de l'EI, Abu Mohamed al-Adnani, va declarar la intenció del grup de crear un califat que s'estengués per tot el món musulmà, al mateix temps que nomenava a Abu Bakr al-Baghdadí la seva màxima autoritat, autoproclamant-lo «Ibrahim, imant i califa de tots els musulmans».
Amb aquesta intenció, el grup va ser rebatejat com a Estat Islàmic, prescindint de l'esment a l'Iraq i Síria i en referència a la seva voluntat d'expansió: «la legalitat de tots els emirats, grups, Estats i organitzacions es converteix en nul·la després de l'expansió de l'autoritat del califa i l'arribada de les seves tropes».
La proclamació del califat va atreure a gihadistes àrabs i a magrebins residents a Europa, El Magreb ha esdevingut la plataforma des de la qual surten milers de combatents que s'uneixen a les files de grups gihadistes i terroristes en els fronts de l'Iraq i Síria arribant a comptar amb entre 30.000 i 100.000 homes en les seves files amb l'objectiu de conquerir Síria i l'Iraq i convertir-los en la base d'un Estat musulmà per després expandir-se a la resta del món àrab. Els gihadistes califals, amb una extensa publicitat a internet, arribant fins i tot al Trending Topic de Twitter i propagant-se per les xarxes socials, van aconseguir reclutar més mercenaris internacionals que abans.

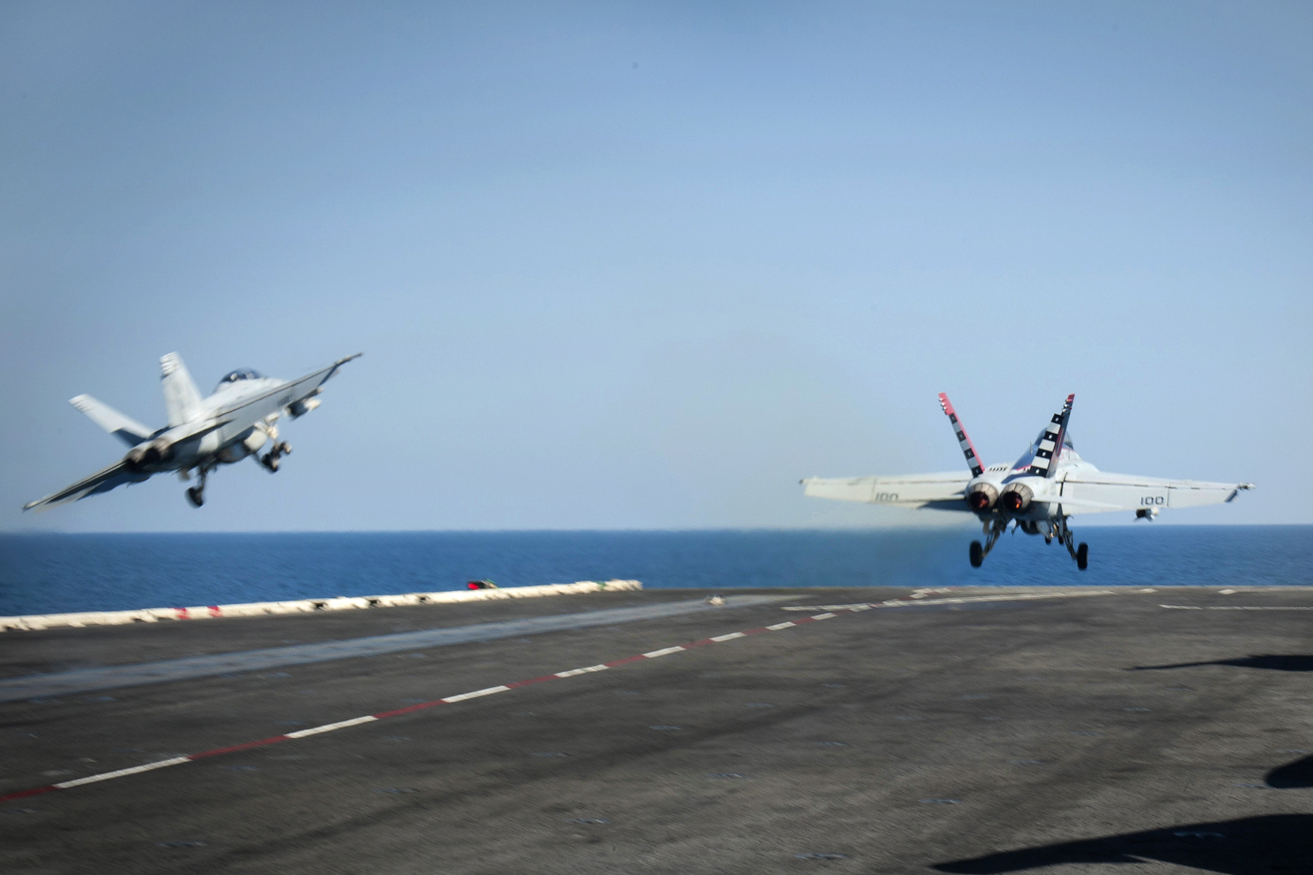
Dos avions F/A-18F Super Hornet dels Estats Units per combatre a l'EI a l'octubre de 2014.

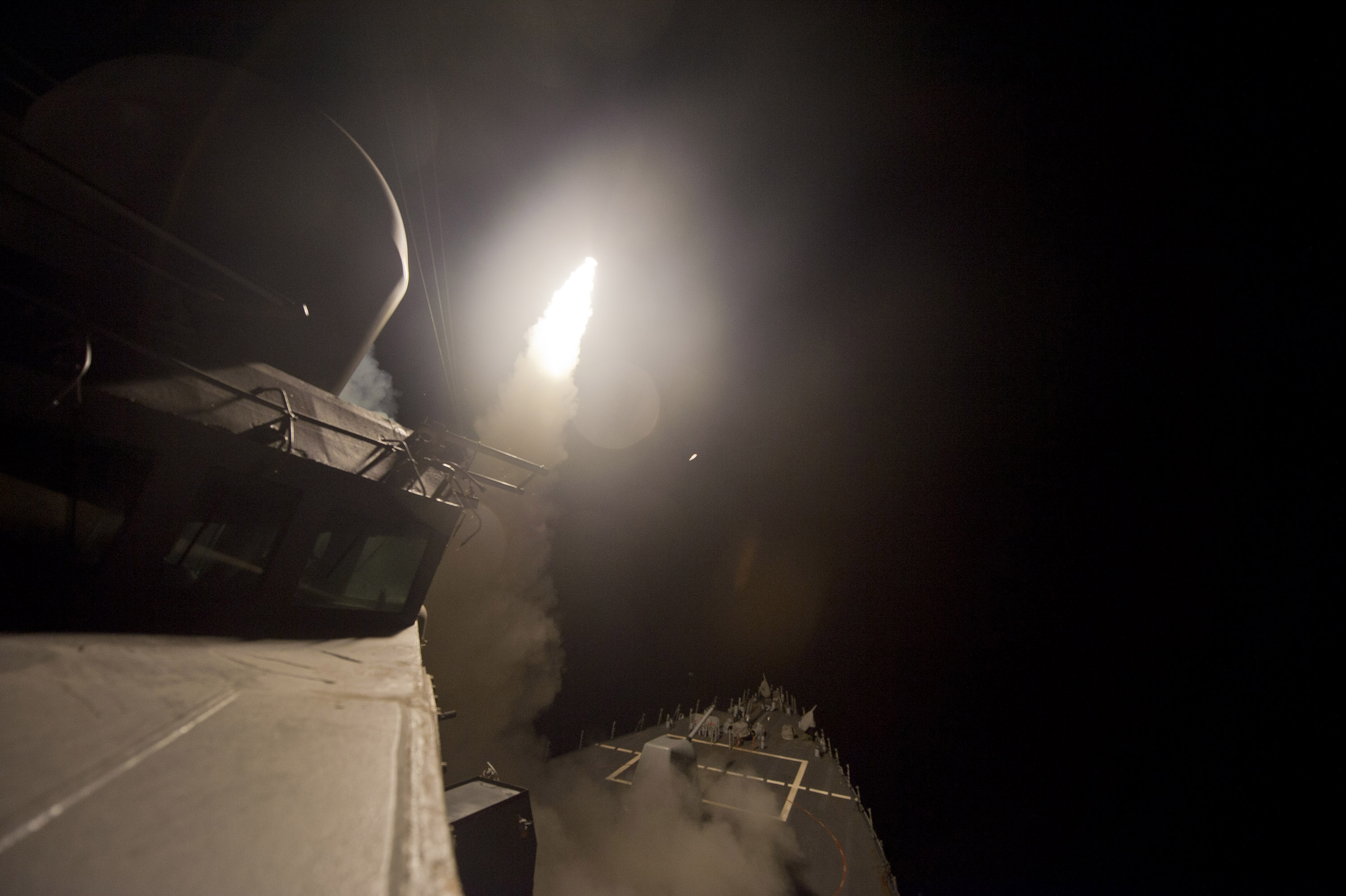
Atac naval nord-americà sobre posicions de l'EI el 14 de setembre de 2014.

Amb milers d'armes capturades i recursos naturals en el seu domini, el grup controla gran part del nord de Síria i de la governació petroliera de Deir el-Zour, la capital de la qual està dividida en una zona sota la seva influència i en una altra sota control de l'exèrcit sirià, sense que s'hagin notificat combats.
Als territoris que domina l'organització imposa la seva interpretació extremista de la Sharia, duent a terme execucions públiques i destruint temples i mesquites, entre ells la tomba del profeta Jonàs.
A més a més es va ordenar l'expulsió de tots els cristians que es neguin a convertir-se a l'islam i han realitzat decapitacions massives en públic de cristians que es neguen a la conversió, incloent nens.
L'Estat Islàmic té influència en els sectors estratègics de la geopolítica i el petroli, posant en perill l'equilibri de l'Orient Mitjà i competint amb Al-Qaeda per la supremacia en els grups gihadistes.
Arran d'aquesta tensa situació, la Casa Blanca i els seus aliats occidentals van encendre l'alerta davant l'alarmant situació que es vivia a la regió de la Mesopotàmia. D'altra banda, el govern de Síria, reconegut enemic de les potències mundials, ha buscat socors en aquestes per poder evitar l'hecatombe del país, alhora que els iraquians continuaven amb les seqüeles de la invasió de l'any 2003 que van afrontar. Per frenar l'imparable avanç dels yihadistes, les potències occidentals amb altres països musulmans van acordar unir les seves forces per combatre a l'enemic.
El 19 d'agost, a través d'un vídeo de YouTube un representant de l'EI va decapitar al fotoperiodista nord-americà James Foley en represàlia als atacs aeris conduïts pels Estats Units. A ell es van sumar els nord-americans Steve Stolloff i David Haines, així com el cooperant britànic Alan Henning.
A principis d'octubre, els islamistes van conquerir la ciutat iraquiana de Hit i van iniciar una ofensiva sobre la ciutat siriana de Kobane. L'11 de novembre de 2014 el Comitè de Seguretat Nacional de la República del Kazakhstan estimà que al voltat d'uns tres-cents ciutadans del Kazakhstan eren membres de l'Estat Islàmic.
Cap al desembre, les tropes de l'EI estan compostes per 30.000 combatents, nadius de noranta països, amb un 10% d'ells europeus, capaços d'actuar en accions individuals, com a insurgents i fins i tot com a infanteria lleugera; d'altra banda, gràcies als seus ingressos d'uns 2 milions d'euros diaris és el grup terrorista més ric de la història, perquè tenen una economia molt dinàmica: comercien amb petroli, trafiquen amb òrgans, recullen impostos, realitzen exaccions, exploten la indústria del segrest, roben i trafiquen amb antiguitats; però també paguen sous als mercenaris que recluten.
En la pràctica, s'autodenominen «califat», seguint el model dels desapareguts regnes de l'islam i són un grup terrorista que ha aconseguit territorialitzar-se i establir-se com un prototip d'estat de facto. Històricament, l'últim califat a reconèixer-se com a tal va ser el de l'Imperi Otomà, fins a la seva caiguda el 1924.
Des de llavors l'Estat Islàmic ha mostrat molts vídeos d'execucions de presoners amb diferents mètodes criminals. El periodista japonès Kenji Goto va ser decapitat. El pilot jordà Muadh al Kasasbeh va ser cremat viu dins d'una gàbia. Com a represàlia, Sajida al Rishawi (dona) i Ziad al Karbouli, presos d'Al-Qaeda capturats a Jordània, van ser penjats pel govern d'aquest país. Tots aquests vídeos són pujats i/o distribuïts a través de les xarxes socials. El 19 d'agost de 2015 es van publicar suposades imatges de l'execució de l'arqueòleg sirià de 84 anys Khaled al-Asaad, exdirector del jaciment de Palmira.
Entre els anys 2015 i 2016, ISIL ha reclamat la responsabilitat de nombrosos atacs terroristes a Síria, Iraq, Iemen, Turquia, Tuníssia, França i Brussel·les. Incloent l'atac terrorista a un resort turístic a Tuníssia (amb el resultat de 28 turistes europeus morts), l'atac terrorista amb bomba a Suruç, Turquia (33 activistes pro-kurds assassinats), atac al museu Nacional de Tuníssia (24 morts entre turistes i locals), bomba a la mesquita xii Sana'a (142 civils morts) al Iemen, el Vol 9268 de Metrojet (224 morts, majoritàriament turistes russos), l'atemptat d'Ankara del 10 d'octubre del 2015 (102 activistes pro-kurds morts), l'atemptat de Beirut del 12 de novembre de 2015 (43 civils shia morts), els Atemptats de París del 13 i 14 de novembre de 2015 (130 civils morts), l'assassinat de Jaafar Mohammed Saad, governador d'Aden, l'Atemptat d'Istanbul del 12 de gener de 2016 (11 turistes estrangers morts) i els atemptats de Brussel·les de març de 2016 (més de 30 civils morts).

### Col·lapse a Líbia, Síria i Iraq
El maig de 2016 va començar la batalla de Sirte entre Estat Islàmic i les forces lleialistes del Govern d'Acord Nacional (GNA) recolzades pels Estats Units durant la Guerra Civil de Líbia que va provocar la seva retirada a les zones desèrtiques al sud de la ciutat, des d'on va començar atacs de baix nivell contra les forces líbies i la infraestructura local.
En agost, l'Exèrcit Lliure de Síria recolzat per Turquia llençava l'Operació Escut de l'Eufrates al nord de Síria. L'operació va començar amb la captura de la ciutat de Jarablus, i va finalitzar oficialment el 29 de març de 2017 després que els rebels sirians recolzats per Turquia van capturar 2.055 quilòmetres quadrats, incloent tot el territori que havia controlat Estat Islàmic a la frontera turco-síria completament.
La batalla de Mossul contra Estat Islàmic a l'Iraq va començar el 16 d'octubre de 2016 amb ràpids avenços de les tropes kurdes que van aconseguir arribar a la ciutat de Mossul juntament amb les tropes iraquianes en només 10 dies des de les seves posicions inicials. Durant el mes d'octubre, les tropes iraquianes i kurdes van avançar ràpidament sobre diferents barris de la ciutat. Cap al 12 de novembre gran part de la ciutat havia estat reeixidament capturada per les tropes aliades i a partir de llavors, la batalla es va estancar amb avenços poc importants. Després de 8 mesos de combats, la ciutat de Mossul va ser completament reconquerida per les Forces Armades Iraquianes el 9 de juliol de 2017.
El 6 de novembre de 2016, les Forces Democràtiques Sirianes (FDS) van llençar l'Ofensiva de Raqqa. El 6 de juny de 2017 les FDS van entrar a la ciutat i la capturen totalment el 17 d'octubre de 2017, havent capturat més de 236 pobles, aldees i muntanyes estratègiques, dues centrals d'energia, la base aèria de Tabqa, la ciutat de Tabqa, la presa de Tabqa i la presa de Baath.
Amb la derrota del grup terrorista a Síria i Irak, els 40.000 membres havien de pegar a fugir cap a les seues llars. 5.600 d'aquests foren seguits pel Centre Soufan Center i la Global Strategy Network: la majoria tornaven a Turquia (900); a Europa tornaren 1.200; 800 a Tunísia i 200 al Marroc; i 7 als Estats Units d'Amèrica.
El 31 d'octubre de 2019 Estat Islàmic va confirmar que Abu Bakr al-Baghdadi estava mort, i va nomenar Abu Ibrahim al Hashimi al-Qurayshi, del què se sap molt poc, com el seu reemplaçament. El 3 de febrer de 2022, les autoritats nord-americanes van dir que al-Qurashi es va matar a si mateix i a membres de la seva família, inclosos homes, dones i nens, disparant un artefacte explosiu improvisat durant una incursió del Comandament d'Operacions Especials Conjunt dels Estats Units,. i el 30 de novembre 2022, les autoritats nord-americanes van informar que el seu successor Abu al-Hasan al-Hashimi al-Qurashi havia mort en una operació de l'Exèrcit Lliure de Síria a Dera, i el seu successor Abu al-Hussein al-Husseini al-Qurashi fou mort a Síria el 30 d'abril de 2023 pels serveis secrets turcs, sent succeït per .
Abu Hafs al-Hashimi al-Qurashi succeí Abu al-Hussein al-Husseini al-Qurashi, i al juny de 2023, el Departament d'Estat dels Estats Units va trobar senyals preocupants que malgrat les pèrdues clau el seu lideratge estava reforçant el control sobre la seva xarxa global d'afiliats i que els seus afiliats estan ajuntant recursos capacitats creixents. Durant el mandat d'Abu Hafs l'organització ha dut a terme centenars d'atacs a tot el món com ara el tiroteig de Brussel·les i l'atemptat de Marawi a les Filipines en 2023, i els atemptats de Kerman a l'Iran, el tiroteig a l'església d'Istanbul, els atemptats de Balutxistan al Pakistan i l'atemptat de Crocus City Hall a Moscou en 2024.

## Estat Islàmic a Líbia
Durant el caos generalitzat i la guerra civil que va seguir la revolució i va provocar l'erosió del control territorial sota el Congrés Nacional General. El general Khalifa Haftar, de l'Exèrcit Nacional de Líbia lleial al Govern de Salvació Nacional va llançar l'anomenada Operació Dignitat contra els grups gihadistes de Bengasi i l'est del país, defensors de l'aplicació de la Xaria, i altres grups propers a Al-Qaida. La facció local lleial a Estat Islàmic, que prèviament s'havia apoderat de la ciutat portuària de Derna, va llançar un atac el març del 2015 per capturar Sirte, que llavors era ocupada per una milícia islamista, i va caure el maig del 2015.
El març de 2015, l'ENL va començar un setge a Derna que va aixecar el maig de 2015 a causa de les disputes entre els comandants i les tribus afiliades, i el juny de 2015 el Consell Shura dels Mujahideen de Derna va llançar una ofensiva, expulsant Estat Islàmic de gran part de la ciutat, però els enfrontaments van continuar entre ells i l'ENL. Al juliol de 2015, els últims militants d'Estat Islàmic a Derna van retirar-se a Sirte.
Al maig de 2016, Govern d'Acord Nacional i el Govern de Salvació Nacional van llançar una ofensiva conjunta per capturar Sirte i el seu entorn a Estat Islàmic, que va perdre el control de tots els territoris significatius que havia aconseguit a Líbia.

## Estat Islàmic a Nigèria
Boko Haram fou fundat a l'estat de Borno, al nord de Nigèria, el 2002 per Mohammed Yusuf. Originalment va ser considerada com una facció dels Talibans a Nigèria, per la semblança d'ideologia i mètodes. Abans del 2009, els seguidors del fundador Yusuf no eren gaire actius en la lluita armada, però alguns dels seus atacs tenien com a objectiu principal les forces de seguretat nigerianes. Les nombroses detencions de membres de l'organització sumat a l'execució del líder fundador foren les causants d'una escalada de violència per part de Boko Haram. Abubakar Shekau va convertir-se en el nou líder, principalment per les seves radicals i avançades tàctiques, a més d'una llarga llista de contactes amb alts càrrecs d'Al-Qaida i altres organitzacions com Ansaru o Al-Xabab, que va dur a una expansió internacional tant en aspectes logístics com de finançament.
Els insurgents van ser derrotats i van perdre gairebé totes les seves terres durant l'ofensiva de l'Àfrica Occidental de 2015 de la Multinational Joint Task Force, el descontentament va créixer entre els rebels, i malgrat les ordres del comandament central d'Estat Islàmic de deixar d'utilitzar dones i nens suïcides i abstenir-se d'assassinar civils en massa, Shekau es va negar a canviar de tàctica i fou destituït com a líder de l'ISWAP a l’agost de 2016. Shekau va respondre trencant amb el comandament central d'Estat Islàmic, però molts dels rebels es van mantenir fidels. Com a resultat, el moviment rebel es va dividir en una facció lleial a Shekau ("Jama'at Ahl al-sunna li-l-Da'wa wa-l-Jihad", coneguda generalment com "Boko Haram"), i una facció pro-Estat Islàmic dirigida per Abu Musab al-Barnawi (que continuava anomenant-se "Província d'Àfrica Occidental de l'Estat Islàmic"). Aquests dos grups s'han enfrontat entre ells, tot i que possiblement van cooperar ocasionalment contra els governs locals.
El maig de 2021, l'ISWAP va envair el bosc de Sambisa a l'estat de Borno, la base principal de Boko Haram. Després de forts combats va arraconar el seu líder Abubakar Shekau. Les dues parts van iniciar negociacions sobre la rendició de Boko Haram durant les quals Shekau es va suïcidar, possiblement detonant-se amb una armilla suïcida.

## Estat islàmic al Gran Khorasan
A principis de 2014, abans que l'Estat Islàmic (EI) es separés oficialment d'Al-Qaeda i declarés un califat a l'Iraq i Síria, el califa d'EI Abu Bakr al-Baghdadi, el seu segon Abu Muslim al-Turkmani i Abu Omar al-Shishani, comandant superior a Raqqa eren estat fermament defensors de la creació d'una nova branca a l'Afganistan, Pakistan amb els territoris d'Iran i Àsia Central com a objectius posteriors. El 3 d'abril de 2014, al-Shishani va nomenar Qari Wali Rahman, un afganès de Baghlan, que lluitava a Síria des del 2013, com a representant especial de l'Estat Islàmic per a l'Afganistan i el Pakistan. El gener de 2015, tres grups que reclutaven diferents dels talibans afganesos, la xarxa Haqqani i els talibans pakistanesos, es van fusionar amb l'Estat Islàmic més gran: la província de Khorasan amb Hafiz Saeed Khan com a wali, i el portaveu principal de l'ISIS-Central, Abu Muhammad al-Adnan, va anunciar formalment el gener de 2015.
El 20 de juny de 2016, un terrorista suïcida que actuava per Estat islàmic al Gran Khorasan va fer detonar una bomba que va matar més de deu guàrdies de l'ambaixada i diversos civils i va ferir altres soldats que vigilaven l'ambaixada canadenca a Kabul.
El 26 d'agost de 2021, pocs dies abans del termini acordat per abandonar Kabul a mans dels talibans, un doble atemptat d'Estat islàmic al Gran Khorasan va assassinar almenys 70 persones a les portes de l'aeroport i en un hotel proper i fa ferir almenys 140 persones.
El 22 de març de 2024, un grup d'home armat d'Estat islàmic al Gran Khorasan va atacar l'Ajuntament de Crocus prop de Moscou, causant la mort d'unes 130 persones i moltes altres ferides. Les autoritats russes van detenir quatre homes armats en relació amb l'atac.

## Estat Islàmic a Àsia Oriental
Abu Sayyaf és un grup de pirates i militants gihadistes que segueix la doctrina wahhabita de l’islam sunnita. Té la seva seu a les illes Jolo i Basilan i zones properes al sud-oest de les Filipines, on des de fa més de quatre dècades, els grups moro han participat en una insurgència que busca independitzar la regió històrica de Moro. Des de la seva fundació el 1989 per Abdurajak Abubakar Janjalani, el grup ha dut a terme la pirateria marítima, atacs amb bomba, segrestos, assassinats i extorsions. Han participat en activitats delictives, com ara violacions, agressions sexuals infantils, matrimoni forçat, trets conduïts i tràfic de drogues. Els objectius del grup "semblen haver-se alternat al llarg del temps entre objectius criminals i una intenció més ideològica".
Les forces de seguretat van matar Janjalani en 1998 i el seu germà petit Khadaffy Janjalani fins a la seva mort el 2006. El 23 de juliol de 2014, Isnilon Hapilon, un dels líders del grup, va jurar lleialtat a Abu Bakr al-Baghdadi, el líder d'Estat Islàmic i el setembre de 2014, el grup va començar a segrestar persones per rescatar-les, en nom de l’ISIL.
El grup, que en juny de 2021 es calcula que el grup tenia menys de 50 membres, molt menys dels 1.250 militants de 2000, que utilitzen sobretot artefactes explosius improvisats, morters i rifles automàtics. es considera violent i va ser el responsable del pitjor atac terrorista de les Filipines, el bombardeig de Superferry 14 el 2004, que va matar 116 persones.

## Economia
Tot i que bona part del capital de l'Estat Islàmic és anterior a la seva constitució com a Estat, per exemple els 430 milions de dòlars obtinguts durant el saqueig del banc de Mossul, Daeix disposa d'un entremat econòmic funcional molt important per mantenir-se operatiu.
L'Estat Islàmic és considerada l'organització terrorista amb més bon finançament del món. Aquesta bona condició econòmica es deu a un conjunt d'activitats, sovint il·legals, que desenvolupa al territori que té sota control. Es considera que de tot aquest entremat econòmic el principal actiu de l'Estat Islàmic és el petroli, però també tenen grans ingressos provinents d'impostos, extorsions, tràfic d'antiguitats, agricultura…

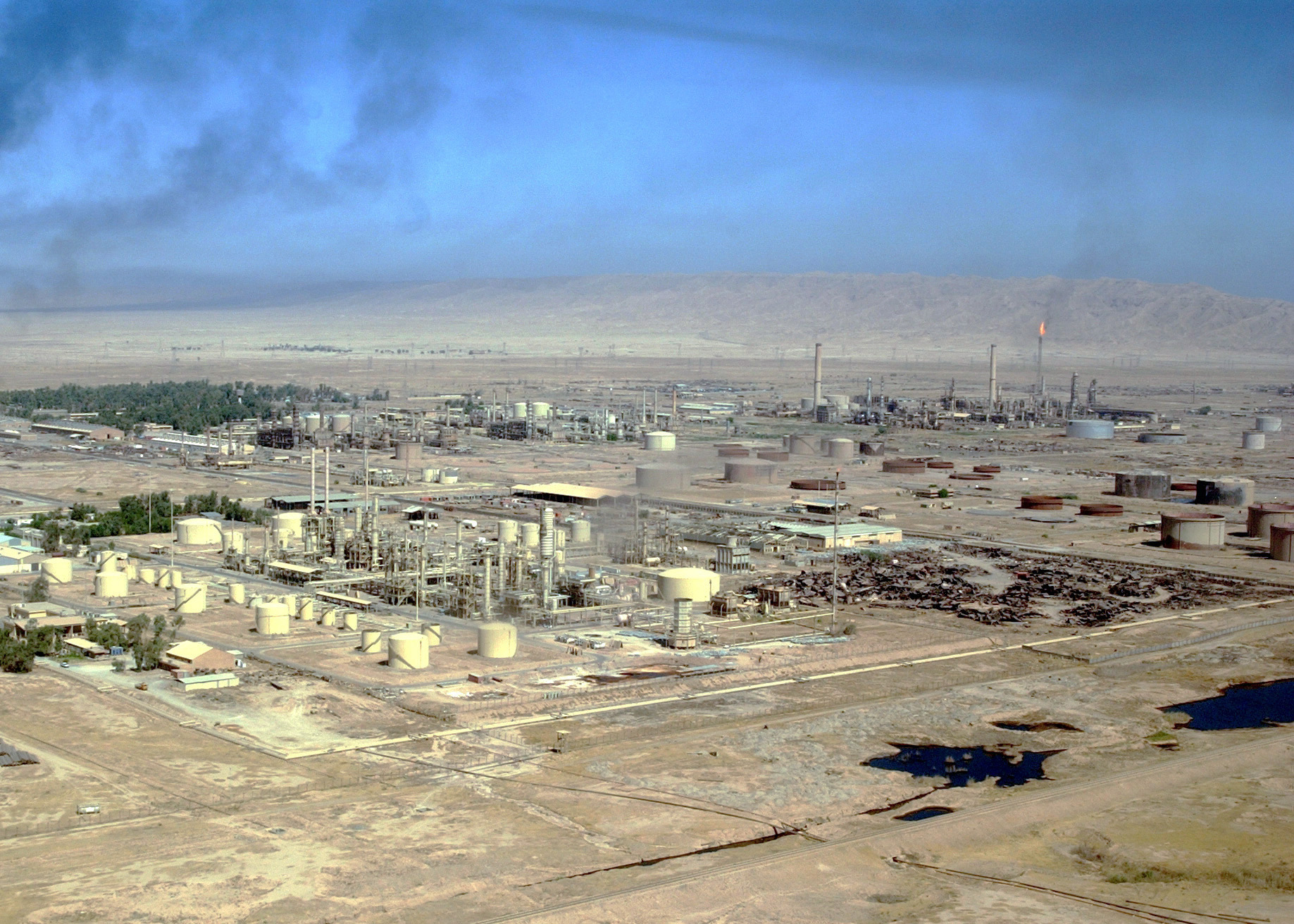
La refineria de Baiji, a l'Iraq, va estar a punt de caure en mans de l'Estat Islàmic però després d'intensos enfrontaments va ser capturada per l'exèrcit iraquià el juny de 2015.

### Petroli
El petroli és suposadament la principal font d'ingressos de l'Estat Islàmic, ja que, a la fi de l'any 2014, disposava de sis pous de petroli a Síria i Iraq. Els recursos petrolífers que controla daeix a Síria són especialment vitals, ja que representen un 60% de tot el petroli del país. Per contra, a l'Iraq són relativament menys importants, ja que la zona controlada per l'Estat Islàmic no abasta el sud del país que és la zona més rica en petroli. En global, la producció petrolífera és d'entre 30.000 i 80.000 barrils de cru al dia. Durant l'any 2015 el Departament del Tresor dels Estats Units ha calculat que els guanys obtinguts per l'Estat Islàmic per la venda de petroli són de 100 milions de dòlars setmanals.
El tràfic il·legal de petroli mitjançant contrabandistes ja existia abans de l'arribada al poder de l'Estat Islàmic, però a partir de l'esclat de la guerra va esdevenir una forma de subsistència per a la població local. Els traficants omplen camions cisterna d'entre 26 i 28 tones de petroli cru per 4.200 dòlars i després es ven als països veïns al triple d'aquest cost. Les seves vies de pas són la frontera Síria-Turquia, la frontera Iraq-Jordània i fins i tot la frontera Iraq-Iran, arribant a fer 8 viatges a la setmana.
Els suborns dels oficials fronterers, amb pagaments d'uns 600$, sol ser el mètode per aconseguir travessar la frontera. En el cas turc, però, hi ha rumors que apunten a un trànsit més organitzat. Gürsel Tekin, portaveu del Partit Republicà del Poble, denuncia que el petroli de Daeix és exportat per BMZ Ltd, companyia relacionada amb Bilial Erdogan, el fill del president de Turquia, Recep Tayyip Erdoğan.
A causa d'aquesta importància econòmica, des de la implicació directa de Rússia a la Guerra civil siriana, els camions cisterna de petroli han esdevingut un dels objectius dels bombardeigs de la força aèria russa. Després de l'atemptat del vol 9268 de Metrojet Rússia va intensificar els bombardeigs i després dels atemptats de París del 13 i 14 de novembre de 2015 el president rus, Vladímir Putin, va arribar a un acord amb el president francès, François Hollande, per combinar els esforços i evitar el flux de petroli de Daeix.

### Donacions

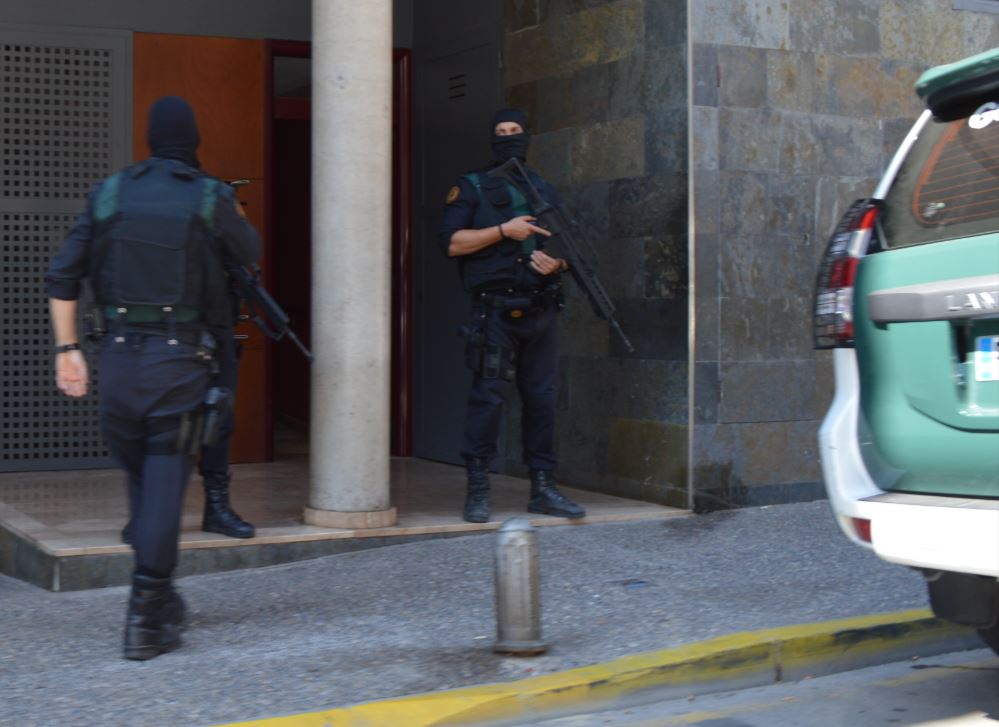
Agents de la Guàrdia Civil detenint dues persones a Arbúcies acusades de finançar Daeix amb donacions el 27 de juliol de 2016.

Una altra font important d'ingressos de Daeix són les donacions des d'arreu del món. L'Estat Islàmic rep grans quantitats de diners a través de donacions privades, especialment provinents de potentats del Golf Pèrsic: Aràbia Saudita, Kuwait, Qatar, Turquia i la Unió dels Emirats Àrabs. A més a més, en alguns casos, organitzacions de beneficència d'aquests estats han beneficiat directa, o indirectament, les arques de Daeix.
Alguns especialistes, com Günter Meyer, director del Centre de Recerca del Món Àrab de la Universitat de Mainz, especulen que aquestes donacions podrien perseguir l'objectiu de derrocar el govern de Baixar al-Àssad, de caràcter xiïta, per instal·lar-n'hi un de sunnita. La totalitat d'aquestes donacions significa un percentatge no superior al 5% del global del finançament.

### Tràfic
Daeix també aconsegueix finançar-se gràcies a diferents tipus de tràfic, des de persones fins a béns o substàncies il·legals. En el primer lloc l'Estat Islàmic és el principal subministrador de drogues a la regió, en alguns casos tenint el monopoli de drogues de disseny especialment valorades als països del Golf. A més a més, bona part de l'heroïna que es consumeix a Europa prové de Nínive, vora la frontera Iraq-Turquia i sota control del califat.
Daeix també controla i ven matèries primeres i minerals que hi ha als territoris que tenen sota control, ja sigui directament o mitjançant intermediaris. El tràfic d'obres d'art i peces arqueològiques robades durant els saquejos són també un negoci lucratiu. El pillatge dels museus de Mossul i Palmira, amb peces úniques de la cultura Sumèria, s'han vengut a través d'Internet o el mercat negre.
Una altra font important d'ingressos és el tràfic de persones. En primer lloc, el segrest de persones de països estrangers dels quals puguin obtenir un rescat. Per altra banda, desenes de milers de persones, especialment dones i nenes de minories ètniques locals, han estat comprades i venudes com a esclaves sexuals. Finalment, un altre tràfic molt important és el d'òrgans extirpats a presoners de guerra, ferits i cadàvers. En alguns casos els jihadistes han venut cossos sencers de captius a màfies internacionals que després revenien a països benestants.

### Impostos i agricultura
Finalment l'Estat Islàmic també aconsegueix capital provinent de les activitats econòmiques que realitzen els civils sota el seu control. En primer lloc han instaurat un impost per les activitats comercials, que es recapta a les empreses i botigues familiars dedicades a la compravenda de productes de consum.
En el cas de l'agricultura i la ramaderia Daeix també n'extreu uns ingressos mitjançant la venda de cereals i bestiar. El 2015 controlava un terç de la producció de blat a l'Iraq i una part important de la de Síria la suma de diners que obtindrien dels cereals està xifrada en uns 200 milions de dòlars anuals. Des de 2016 va començar perdre territori i ingressos.